# Mikael Wahlberg
Mikael Wahlberg (Uppsala, 28 dicembre 1976) è un ex hockeista su ghiaccio svedese.

## Carriera
Mikael Wahlberg iniziò la propria carriera nel 1993 presso l'Almtuna IS, formazione di Uppsala militante allora in Division 1, la terza divisione nazionale. Rimase fino al termine della stagione 1997-1998, dopo aver disputato 132 partite, con 52 reti e 56 assist. Dal 1998 al 2000 approdò invece al Södertälje Sportklubb, con cui si guadagnò la promozione nella Hockeyallsvenskan, la seconda divisione. Concluse la sua esperienza con 96 punti raccolti in 107 partite.
Nel 2000 passò ai Malmö Redhawks, formazione della Elitserien. Tuttavia alla conclusione della stagione 2004-2005 i Redhawks ritornarono nell'Hockeyallsvenskan, salvo poi ritornare per un solo altro anno nel massimo campionato nazionale. Wahlberg lasciò Malmö nel 2008 dopo aver giocato 435 partite ed aver raccolto 84 gol e 172 assist.
Decise di tentare l'avventura in Kontinental Hockey League, con la maglia del CSKA Mosca. Con i moscoviti giocò solo fino al mese di dicembre, con 30 partite e 7 punti totali. Fu chiamato dalla formazione svizzera dell'HC Ambrì-Piotta, per sostituire la partenza dello straniero Noah Clarke. Concluse la stagione con 11 incontri disputati e 9 punti guadagnati.
Al termine della stagione passò in Austria al Villacher SV, squadra della Österreichische Eishockey-Liga. In 33 incontri mise a segno 6 gol e fornì 17 assist. Nel 2010 ritornò in Svezia al Malmö, dove indossò la divisa da capitano, contribuendo alla causa con 17 punti in 42 partite. Nell'estate successiva decise di trasferirsi all'Helsingborgs Hockey Club, squadra della Division 1. Si ritirò nel 2012 dopo aver concluso la stagione con la formazione danese degli Herlev Hornets.